# Eser Akbaba

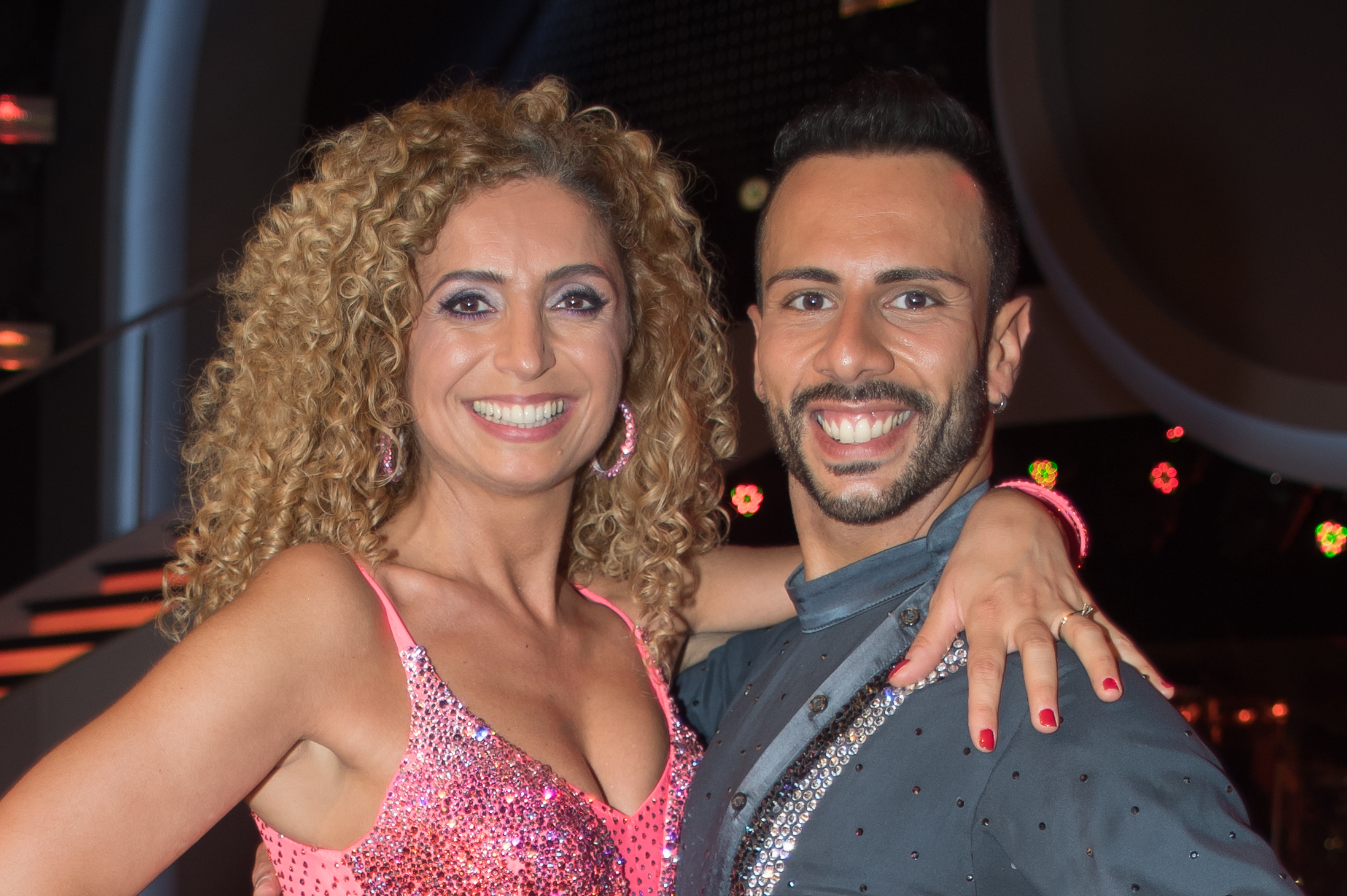
Eser Ari-Akbaba (links) mit Danilo Campisi bei Dancing Stars (2017)

Eser Akbaba (* 11. Mai 1979 in Wien, vormals verheiratete Eser Ari-Akbaba) ist eine österreichische Fernsehmoderatorin türkisch-kurdischer Abstammung. Bekannt wurde sie als Moderatorin der Wettersendung des ORF-Landesstudio Wien.

## Leben
Ari-Akbaba kam als Tochter türkischer Gastarbeiter aus Ostanatolien zur Welt und wuchs in Wien mit den drei Muttersprachen Türkisch, Kurdisch und Deutsch auf. Nach dem Gymnasium studierte sie Publizistik und schloss 2006 als Magistra ab. Danach war sie als Gründungsmitglied von 2007 bis 2010 beim Wiener Stadtmagazin das biber tätig. Im Zuge einer Podiumsdiskussion lernte sie Brigitte Handlos, die damalige Ressortleiterin der ORF-Chronikabteilung, kennen und wurde als Moderatorin angefragt. Ab 2009 moderierte Ari-Akbaba beim ORF das Wien-Heute-Wetter. Zwei Jahre später, 2011, präsentierte sie erstmals Wien heute – Haber Magazin, eine türkischsprachige Version der Nachrichtensendung Wien heute. Seit März 2013 präsentiert sie, abwechselnd mit Sigi Fink, das ZIB 20 Wetter auf ORF eins.
Von März bis April 2017 war Ari-Akbaba Kandidatin der 11. Staffel der ORF-Tanzshow Dancing Stars. In der dritten Tanzwoche musste als erstes Paar Akbaba mit ihrem Profitanzpartner Danilo Campisi die Show verlassen.
Ehrenamtlich engagiert sich Akbaba in sozialen Projekten. Unter anderem übt sie im Verein Nubigena Wolkenkind, der sich für Flüchtlinge einsetzt, die Funktion der stellvertretenden Obfrau aus. Für dieses Engagement erhielt der Verein im Jahr 2014 den „Wiener-Mut“-Sonderpreis. Überdies ist sie Botschafterin im projektXchange des Österreichischen Roten Kreuzes.
Von 2015 bis 2017 war sie Kommanditistin der WaffelAri KG ihres Ehemanns Serkan Ari, von dem sie im November 2017 geschieden wurde. Seit der Scheidung tritt sie wieder unter ihrem ursprünglichen Namen auf.